# カウントラブル
『カウントラブル』は、奈央晃徳による日本の漫画作品。『別冊少年マガジン』（講談社）2009年12月号から2012年12月号まで連載。単行本は講談社コミックスより全7巻が刊行されている。なお出張読み切りとして『週刊少年マガジン』2011年12号に特別編が掲載された。
関連作品に高本ヨネコ作のコラボレーション漫画「ラブの華トラブル」が存在する。詳細は該当項目を参照。

## 登場人物
松代 コウタ（まつしろ コウタ）
本作の主人公。高校1年生の男子。吉沢あきのに片思いしているが、冷めた性格でもあるので諦めかけていたところをささらの魔法でなかば強引に恋愛成就に挑戦させられ悪戦苦闘中。
ささら
黒装束でほうきに乗って飛ぶなど、ステレオタイプなスタイルを貫徹する魔女っ娘のようだが、実は天使（背中には小さいが翼がある）。外見は小学生ぐらいだが話し方は妙に年輩じみており、年齢は不明。普段は気が強くがさつでいい加減、お節介焼きだが強引かつ気分屋で道楽至上主義でもあり、性格も非天使的。ゆえにか天使界では落ちこぼれらしい。弱点は帽子で、取られると急に弱気になってしまう（着替えなど、自分の意思で取る場合は例外）。ゲームが大好きで、コウタの家に押しかけた理由もゲームをタダで遊びたいからのようである。
基本的に使用魔法はカウントダウン形式となっており、設定された条件回数を満たすことで効果が発動される。
吉沢 あきの（よしざわ あきの）
コウタのクラスメイト。頭脳明晰、スタイル抜群な美少女だが、実は近眼なために表情が固く、シャイなので人付き合いが悪くなってしまい、結果的に周囲には心を開かない性格と思われている。部活は弓道部に所属。お化けなどの類は苦手。
漆島 めいこ（うるしま めいこ）
コウタとは小学生時代からの幼馴染み。気心知れた仲でもあるのでざっくばらんに友達付き合いをしているが、内心ではコウタに想いを寄せている。
くくる
ささらの妹分の天使。服装は白で天使らしい魔女っ娘スタイル。普段はやや舌っ足らずな話し方でささらを「お姉さま」と慕い、天然なキャラでふるまっているが、帽子を取ると計算高く苛烈なドS性格になる。天使としての成績はささらより上でもある。
大枝 マサト（おおえだ マサト）
コウタのクラスメイト。クールで口は悪いが根は親切。豊富な知識でさりげなく状況を底上げする。

## 既刊一覧
- 奈央晃徳 『カウントラブル』 講談社 〈講談社コミックス〉、全7巻
  1. 2010年06月17日発売 ISBN 978-4-06-384322-4
  2. 2010年09月17日発売 ISBN 978-4-06-384372-9
  3. 2011年02月09日発売 ISBN 978-4-06-384437-5
  4. 2011年07月08日発売 ISBN 978-4-06-384514-3
  5. 2011年12月09日発売 ISBN 978-4-06-384592-1
  6. 2012年05月09日発売 ISBN 978-4-06-384666-9
  7. 2013年01月09日発売 ISBN 978-4-06-384777-2